# Uma Senhora de Algumas Posses em sua Casa
Uma Senhora de Algumas Posses em sua Casa (do original: Une Dame d´une Fortune Ordinaire dans son Intérieur au Milieu de ses Habitudes Journalières) é uma obra de Jean-Baptiste Debret, produzida em 1823. Atualmente, encontra-se no acervo dos Museus Castro Maya - IPHAN/MinC (Rio de Janeiro, RJ).

## História
A aquarela de Jean-Baptiste Debret é encontrada em seu livro “Viagem pitoresca e histórica ao Brasil”, publicado de 1834 a 1839 em três volumes, o qual reúne ilustrações e relatos de sua viagem ao Brasil durante a missão artística francesa que veio ao Brasil em 1816 a pedido de Dom João VI.
Compondo parte de seus registros acerca do Brasil no início do século XIX, suas obras demonstravam o cotidiano do Brasil, identificando a participação dos negros na economia e na vida cultural, representando as mulheres escravizadas em seus afazeres, auxiliando de modo enriquecedor nossas reflexões e entendimento do Brasil do século XIX.

## Artista
Jean-Baptiste Debret (1768 - 1848), foi um pintor, desenhista e professor francês. Estudou na Academia de Belas Artes em Paris, foi discípulo de Jacques-Louis David. Seu trabalho a partir de 1805, assim como os de seu mestre, concenta-se em obras para a corte de Napoleão Bonaparte. Foi convidado para a missão artística francesa (1816-1831), vinda no período Joanino, (1808), após sugestões de conselheiros, somente após oito anos da então chegada da corte portuguesa, com o intuito organizar o trabalho artístico no Império atendendo assim, a carência artística estabelecida. A Missão Artística Francesa trouxe a inicial referência artística necessária, ficando também em seu encargo a criação de documentos oficiais. De volta à França (1831) publicou "Viagem Pitoresca e Histórica ao Brasil" (1834-1839), documentando aspectos da natureza, do homem e da sociedade brasileira no início do século XIX. 

## Descrição do autor
“Tentei captar essa solidão habitual desenhando uma mãe de família, de pequenas posses, em seu lar, onde a encontramos sentada, como de hábito, sobre sua marquesa (…) lugar que serve, de dia, como sofá fresco e cômodo em um país quente, para descansar o dia inteiro, sentada sobre as pernas, à maneira asiática. Imediatamente ao seu lado e bem ao seu alcance se encontra o gongá (paneiro) destinado a conter os trabalhos de costura; entreaberto, deixa à mostra, a extremidade do chicote enorme feito inteiramente de couro, instrumento de castigo com o qual os senhores ameaçam seus escravos a toda hora. Do mesmo lado, um pequeno mico-leão, preso por sua corrente a um dos encostos desse móvel, serve de inocente distração à sua dona (…). A criada de quarto, mulata, trabalha sentada no chão aos pés da madame – a senhora. É reconhecido o luxo e as prerrogativas dessa primeira escrava pelo comprimento de seus cabelos cardados, (…) penteado sem gosto e característico do escravo de uma casa pouco opulenta. A menina no centro, à direita, pouco letrada, embora já crescida, conserva a mesma atitude de sua mãe, mas sentada numa cadeira bem menos cômoda, e esforça-se por ler as primeiras letras do alfabeto traçadas sobre um pedaço de papel. À direita, outra escrava, cujos cabelos cortados muito rentes revelam seu nível inferior. Avança do mesmo lado um moleque com um enorme copo de água, bebida frequentemente solicitada durante o dia para acalmar a sede devido ao abuso de alimentos apimentados. Os dois negrinhos, apenas na idade de engatinhar, que gozam, no quarto da dona da casa, dos privilégios do mico-leão, experimentam suas forças na esteira da criada”. (DEBRET, 1971)

## Análise da obra
A partir da aquarela de Debret e da descrição do próprio autor, é possível estabelecer paralelos pertinentes que remontam o passado Imperial brasileiro. A cena da vida doméstica retrata a interação dos escravizados com a família branca, com foco na mulher mais velha, a dona da casa, e ao seu lado, sua filha, ambas entretidas com seus afazeres. Além disso, a pintura mostra as mulheres negras envolvidas em atividades privadas da casa, levantando questões sobre sua participação constante no âmbito família. 
Outro detalhe importante, se concentra na menina que lê e observa atentamente as letras do alfabeto. Apenas algumas mulheres da elite conseguiam estudar através de professoras particulares contratadas pelos pais para dar aula em suas próprias casas, assim como Debret demonstra. As filhas de famílias abastadas, além de aprender a ler e a escrever, tinham aulas de piano e de francês que eram ministradas em suas próprias casas por professoras particulares ou em escolas religiosas. A essa educação, acrescentavam-se habilidades com a agulha, os bordados, as rendas, as habilidades culinárias, bem como as habilidades de mando das criadas e serviçais.
Historicamente, a imagem da mulher foi associada à uma forma específica de leitura, contemplativa, lânguida e interiorizada, remetendo ao mundo da religiosidade, do romance e da solidão. Logo, compreendemos o universo iconográfico enquanto campo aberto para a criação e divulgação de múltiplos estereótipos relativos aos conteúdos históricos, isto é, uma diversidade de representações que conformam os imaginários sociais da época. 
As interpretações e crenças pessoais formam uma rede de significados, influenciando a conduta coletiva ao serem internalizadas nas relações sociais. Isso é relevante para compreender como as telas de Debret influenciaram a memória histórica sobre as mulheres no Brasil. As pinturas de Debret surgiram no final do século XVIII e início do XIX, embasadas nas correntes de pensamento da Europa. A Missão Francesa trouxe referências artísticas dessa época e buscava estabelecer uma "arte cortesã" na ex-colônia portuguesa.
Nas sociedades com limitada alfabetização, como o Império brasileiro, a oralidade desempenhou um papel importante. A leitura em voz alta era comum, permitindo o acesso a conteúdos escritos por indivíduos que não dominavam a leitura, especialmente as mulheres. A sociedade colonial não proporcionava a educação formal às meninas, mas elas ainda assim tinham contato com a linguagem escrita através de práticas orais de leitura, muitas vezes realizadas por outros.
A tela Uma Senhora de Algumas Posses em sua Casa de Debret retrata a vida privada das mulheres brancas de classes abastadas ou intermediárias, onde a menina lê com dificuldade, representando a limitada educação formal feminina da época. A cena mostra uma mistura cultural entre livres e escravizados, exibindo aspectos do cotidiano colonial.
Apesar das mudanças trazidas pela urbanização e pela chegada da Corte portuguesa, a pintura de Debret demonstra permanências dos costumes coloniais e do papel da mulher na sociedade. O acesso das mulheres à educação sistemática das primeiras letras só foi ampliado no século XIX. A obra oferece uma rica fonte de pesquisa sobre a vida das mulheres no início do Império brasileiro, evidenciando a persistência de hábitos de leitura em meio a transformações sociais.
Embora a educação formal para mulheres tenha avançado gradualmente ao longo do século XIX, a representação de Debret reforça a importância da leitura oral como uma maneira pela qual as mulheres interagiam com a cultura escrita, revelando práticas e compartilhamentos além das divisões sociais. A cena também destaca a relevância da escrita na esfera privada, mesmo com as dificuldades enfrentadas pelas mulheres na obtenção de educação formal.
Assim, Debret, em seu diário, relata que apenas as filhas da elite aprendiam a ler, escrever, além de habilidades domésticas e gerenciais. Meninas de famílias pobres eram excluídas da educação formal, concentrando-se em tarefas domésticas e agrícolas. Por isso, suas telas e relatos são de extrema importância para os estudos de gênero, justamente por registrarem a vida doméstica de mulheres de diferentes classes sociais, ressaltando as atividades femininas e revelando diferenças em espaço, mobiliário, trajes e personagens nas cenas.

## Leituras adicionais
- CHARTIER, Roger. A História cultural: entre práticas e representações. Rio de Janeiro: Difel, 1990.
- DEBRET, Jean-Baptiste. Viagem pitoresca e histórica ao Brasil, 1816-1831. São Paulo: Melhoramentos, 1971.
- LOURO, Guacira Lopes. Mulheres na sala de aula. In: DEL PRIORE, Mary (org.). História das Mulheres no Brasil. São Paulo: Contexto, 2004.
- SCOTT, Joan. Gênero: uma categoria útil de análise histórica. Educação e Realidade. n.16. Porto Alegre, jul./dez. 1990.
- RACHI, Silvia. “Uma Senhora Brasileira em Seu Lar”: representações de leitoras pelos pincéis de Debret. Editora Atena, 2020.